# Моштаница (Петриња)
Моштаница је насељено место у саставу града Петриње, у Банији, Република Хрватска.

## Историја
Моштаница се од распада Југославије до августа 1995. године налазила у Републици Српској Крајини.

## Становништво
На попису становништва 2011. године, Моштаница је имала 93 становника.

### Попис 1991.
На попису становништва 1991. године, насељено место Моштаница је имало 270 становника, следећег националног састава:
| Попис 1991.‍  | Попис 1991.‍  | Попис 1991.‍ | Попис 1991.‍ | Попис 1991.‍ |
| ------------ | ------------ | ----------- | ----------- | ----------- |
|              |              |             |             |             |
| Срби         | Срби         |             | 248         | 91,85%      |
| Југословени  | Југословени  |             | 11          | 4,07%       |
| Хрвати       | Хрвати       |             | 3           | 1,11%       |
| неопредељени | неопредељени |             | 3           | 1,11%       |
| непознато    | непознато    |             | 5           | 1,85%       |
| укупно: 270  |              |             |             |             |

| Демографија | Демографија | Демографија |
| Година      | Становника  | Становника  |
| ----------- | ----------- | ----------- |
| 1961.       | 393         |             |
| 1971.       | 338         |             |
| 1981.       | 293         |             |
| 1991.       | 270         |             |
| 2001.       | 89          |             |
| 2011.       |             | 93          |